# I Am America (And So Can You!)
I Am America (And So Can You!) (« Je suis l'Amérique (et vous pouvez l'être aussi !) ») est un livre satirique écrit en 2007 par l'humoriste américain Stephen Colbert et les scénaristes du Colbert Report. Structuré comme une fausse biographie de la vie du personnage homonyme interprété par Colbert, il prend rapidement la tête de la New York Times Best Seller list.

## Distinctions
Le livre audio a été nommé au Grammy Award du meilleur album parlé en 2007.